# ENAC Alumni
Az ENAC Alumni (más néven INGENAC) egy nonprofit alumni szövetség, amelyet 1987-ben alapítottak és Toulouse-ban jegyeztek be. Robert Aladenyse alapította.
Az egyesület fő küldetése az École nationale de l’aviation civile (más néven a Francia Polgári Repülési Egyetem) márkaimázsának fejlesztése, amely az első európai diplomás iskola a repülés. 2020-ben csaknem 26 000 embert képvisel, ezzel az egyesület a repüléstechnikai tanulmányokra specializálódott legnagyobb franciaországi szervezet.

## Történelem
Amikor 1949-ben létrehozták az École nationale de l'aviation civile-t, először a Direction générale de l'Aviation civile tisztviselőit képezték ki. Az 1970-es évek elején az egyetem nem állami tisztviselőket kezdett képezni a repülőgépipar számára. A civil hallgatók száma az 1980-as években növekszik, majd egy öregdiákok szövetsége nem veszi észre magát. Robert Aladenyse (1931-2003, diplomája 1964) 1987-ben úgy döntött, hogy nonprofit szervezetet hoz létre a Diplôme d'ingénieur alumni számára, INGENAC néven. A 2000-es években a Master és Mastère Spécialisé tanfolyamok franciaországi fejlesztése arra ösztönözte az egyesületet, hogy fogadja és képviselje ezeket az új hallgatókat.
2010. január 1-jén az ENAC egyesült a SEFA-val és Európa legnagyobb repüléstechnikai egyetemévé vált. Ezért az INGENAC úgy döntött, hogy megváltoztatja a nevét, hogy ENAC Alumni néven váljon, és az École nationale de l'aviation civile minden fokozatú diplomáját összehozza. 2012 márciusában lép hatályba.
Az ENAC Alumni a Conférence des grandes écoles tagja.

## Bibliográfia
- Nicolas Tenoux (MS EAGTA ENAC 2007), 6 months in the life of an Airline pilot: Daily life secrets …, 2020, Amazon, 77p., (ISBN 9798693699175), p. 10

## Külső hivatkozások
- ENAC Alumni honlap